# Еропкин, Иван Лаврентьевич
Ива́н Лавре́нтьевич Еро́пкин (1764, Москва — 1814, Харьков) — артист, один из первых профессиональных танцовщиков России.

## Биография
Происходил из Московского сиротского воспитательного дома, где по величайшему императорскому повелению стали готовить артистов для нарождавшегося русского театрального искусства. Еропкин был определен в балетный класс, который вел французский балетмейстер и танцовщик Леопольд Парадиз , пришедший преподавать танцы в Воспитательный дом в 1778 году. Он с самого начала поставил работу на очень высокий по тому времени уровень: скрупулезно отобрал учеников, а его педагогическая методика соответствовала индивидуальному внутреннему складу ученика — он присматривался, к какому танцу более тяготеет конкретный ученик — к серьёзному, полухарактерному и комическому. В 1780-м Леопольд Парадиз выпустил первых учеников своего балетного класса — семь танцовщиц и девять танцовщиков, среди этого первого выпуска были, помимо Ивана Еропкина, Арина Собакина, Василий Балашов, Гаврила Райков.
По окончании курса у Л.Парадиза И.Еропкин вместе с другими соучениками был направлен в Петербург в Вольный Российский Театр. Этот театр был открыт лекарем Воспитательного дома Карлом Книпером, но поскольку достаточного количества нужных артистов в России еще не набиралось, он заключил контракт с Воспитательным домом о поставке к нему на сцену выпускников сценических классов. В 1782 в театр пришел Иван Афанасьевич Дмитревский, который не только возглавил постановочные работы, но и вёл актерские уроки. Артисты работали в театре под его руководством. Однако внутри театра были сложные проблемы, из-за крайне неудовлетворительного отношения хозяина к актёрскому составу Воспитательный дом прекратил поставлять юных артистов в театр, в результате в скоро времени театр развалился и 1 сентября 1783 года Вольный театр был взят в структуру императорских театров. Труппа разделилась, часть артистов уехали обратно в Москву, а часть вместе со всем театром и его имуществом перешла на казенный кошт. Иван Еропкин был оставлен в Петербурге и перешел в структуру придворных казенных театров.
На Петербургской придворной сцене он проработал десять лет в 1783—1792 гг. солистом и, по мнению Энциклопедии балета, считался одним из лучших исполнителей комических ролей. Балетовед Ю.Бахрушин отмечал, что Еропкин и его соученик Балашов, работавший с ним на одной сцене, «были первоклассными комическими танцовщиками и удивляли зрителей легкостью и высотою, прыжков».
В 1810—1814 гг. преподавал бальные танцы в Харьковском университете.